# Anja Sicking
Anja Sicking (La Haia, 1965) és una novel·lista i contista neerlandesa.

## Biografia
Anja Sicking va estudiar el clarinet al Real Conservatori de Música i Dansa de l'Haia. Va ser de gira diverses vegades amb l'orquestra simfònica del carrer el Ricciotti Ensemble amb la qual va interpretar a la Plaça Roja i en una presó russa. També va estar en nombrosos grups de càmera per exemple, l'Ebonykwartet i l'Ensemble Contraint.
Amb el pas del temps, va començar a escriure contes. Va guanyar un premi de literatura que li va animar per continuar, així ho va fer amb una invitació per escriure històries radiofòniques per a un programa d'art i cultura neerlandès. Entre la música i escriure va escollir seguir amb la literatura.
La seva primera novel·la, The Keurisquartet, -un quartet que porta el nom del compositor neerlandès Tristáan Keuris-, va ser guardonada amb el Premi Marten Toonder/Geertjan Lubberhuizen al millor debut de l'any 2000. La seva segona novel·la, The Silent Sin, va estar nominada per al Premi DIF/BNG i l'Internacional IMPAC Dublín Premio Literari 2008, aquesta novel·la va ser traduïda a l'alemany, anglès i turc.

## Obres
- The Keurisquartet 2000)
- De stomme zonde (2005)[2]
- De tien wetten der verleiding (2009)[2]